# Stazione di Tripoli (Libano)
La stazione di Tripoli è situata nella località di El-Mina, a Tripoli, in Libano.
La stazione fu aperta nel 1911, sulla ferrovia a binario unico che collegava la città con Homs, in Siria. Negli anni 1920-1930-1940 costituì uno dei terminal dell'Orient Express.
Nel 1945 la stazione di Tripoli venne collegata alla stazione centrale di Beirut (Mar Mikael).

## Storia
Durante la prima guerra mondiale, gli Ottomani, danneggiarono per motivi militari la ferrovia Tripoli-Homs. La stazione, ormai in rovine, fu nazionalizzata nel 1920 durante il Mandato francese della Siria e del Libano. Nel 1943, dopo l'indipendenza del paese, la stazione divenne proprietà dello stato libanese.
Nel 1975 la stazione venne completamente abbandonata, mentre ora contiene diversi edifici destinati a diversi usi: tali edifici furono gravemente danneggiati durante la guerra civile (1975–1991).
All'interno del deposito ferroviario è ancora presente diverso materiale rotabile antico, tra cui due locomotive a vapore tedesche di classe G7 costruite nel 1895 e quattro locomotive tedesche G8 del 1901 e 1906; su tutti i veicoli sono ancora visibili le tracce della guerra civile. È altresì presente anche un ponte girevole del 1910.
Nel giugno 2011, in occasione del centenario della costruzione, la stazione venne riaperta ai visitatori per due giorni.